# Frank Rossavik
Frank Mauritz Rossavik (* 21. prosinec 1965) je norský novinář a spisovatel.

## Biografie
V roce 1986 absolvoval bakalářská studia politologie na univerzitě v Bergenu a v roce 2004 magisterská studia mezinárodní politiky na Centre Européen de Recherches Internationales et Stratégiques v Bruselu.
V letech 1987 až 1988 pracoval jako novinář v Rogalands Avis a poté do roku 1990 jako tiskový tajemník norské Levicové socialistické strany. V letech 1992 až 1995 jako vedoucí informačního odboru (pro-)Evropského hnutí (Europabevegelsen).
V letech 1996 až 2008 pracoval v deníku Bergens Tidende jako hlavní politický komentátor. Od února 2009 je zástupcem šéfredaktora týdeníku Morgenbladet.

## Publikační činnost
Je autorem dvou knih. Hei til EU (Pozdrav EU), která vyšla v roce 2005 v nakladatelství Spartacus forlag, Stikk i strid. Ein biografi om Einar Førde (Úder v boji. Biografie Einara Førdeho) z roku 2007, za níž obdržel Brageprisen v kategorii literatura faktu.
V roce 2009 publikoval v nakladatelství Spartacus forlag titul Det niende barnet. Naziordføreren og hans jødiske sønn, který zpracovává příběh Edgara Brichty, narozeného v roce 1930 v židovské rodině v Bratislavě, jenž se po vypuknutí druhé světové války dostal díky pomoci Nansenova mezinárodního úřadu pro uprchlíky a osoby bez státní příslušnosti do tehdy neutrálního Norska, kde vyrůstal paradoxně v rodině člena norského Národního sjednocení, norské obdoby národně socialistické strany. Tato kniha vyšla v roce 2010 také v českém překladu.